# Oliver Nelson
Oliver Nelson (Saint Louis, 4 giugno 1932 – Los Angeles, 28 ottobre 1975) è stato un sassofonista, clarinettista e compositore statunitense di musica jazz.

## Primi anni e carriera
Oliver Nelson nasce a St.Louis, Missouri, nel 1932. Suo fratello, sassofonista, suona con Cootie Williams negli anni Quaranta, e sua sorella canta e suona il pianoforte. Nelson comincia all'età di sei anni a suonare il pianoforte all'età di undici anni comincia a suonare il sassofono. Nel 1947 comincia a suonare in band nei dintorni di St.Louis, prima di unirsi alla big band di Louis Jordan nel 1950 e nel 1951, suonando il sassofono contralto e provvedendo agli arrangiamenti. Dopo il servizio militare nei Marines torna nel Missouri per studiare musica – teoria e composizione – alla Washington University e alla Lincoln University, laureandosi nel 1958.
Dopo la laurea Nelson si trasferisce a New York, suonando con Erskine Hawkins e Wild Bill Davis, e lavorando all'Apollo Theater di Harlem. Suona anche, per poco tempo, sulla costa occidentale degli USA nella band di Louie Bellson nel 1959, e nello stesso anno comincia a incidere alcune registrazioni come leader di piccole formazioni. Dal 1960 al 1961 suona il sassofono tenore con Quincy Jones, in tour in America ed Europa.

## Il successo e gli ultimi anni
Dopo sei album come leader tra il 1959 e il 1961 (insieme ad artisti quali Kenny Dorham, Johnny Hammond Smith, Eric Dolphy, Roy Haynes, King Curtis, e Jimmy Forrest) arriva il suo più grande successo con The Blues and the Abstract Truth (che contiene tra gli altri il famoso Stolen Moments, poi diventato uno standard ), che contribuisce a diffondere la sua fama di musicista e di compositore.
Lavora, inoltre, come arrangiatore per Cannonball Adderley, Eddie "Lockjaw" Davis, Johnny Hodges, Wes Montgomery, Buddy Rich, Jimmy Smith, Billy Taylor, Stanley Turrentine e molti altri, mentre continua ad essere leader di alcune all star big band in varie performance live tra il 1966 e il 1975.
Nel 1967 Nelson si trasferisce a Los Angeles e, con l'eccezione di alcune apparizioni con big band (a Berlino, Montreux, New York, and Los Angeles), gira l'Africa Occidentale con un piccolo gruppo. Egli, inoltre, passa la maggior parte del tempo a comporre musica per la televisione ed il cinema e facendo da produttore e da arrangiatore per alcune pop-star, come Nancy Wilson, James Brown, the Temptations, e Diana Ross.
Muore per un attacco di cuore il 28 ottobre del 1975.
Una curiosità, riportata dagli storici del Jazz britannici Brian Case e Stan Britt: oltre che strumentista, compositore, arrangiatore e direttore d'orchestra, Nelson era anche un esperto di tassidermia, attività che coltivò con continuità parallelamente alla musica.

## Discografia
- 1959 - Meet Oliver Nelson (New Jazz Records, NJLP-8224)
- 1960 - Taking Care of Business (New Jazz Records, NJLP-8233)
- 1960 - Screamin' the Blues (New Jazz Records, NJLP-8243)
- 1960 - Nocturne (Moodsville Records, MVLP 13) con Lem Winchester, pubblicato nel 1961
- 1960 - Soul Battle (Prestige Records, PR-7223) con King Curtis e Jimmy Forrest, pubblicato nel 1962
- 1961 - The Blues and the Abstract Truth (Impulse! Records, AS 5)
- 1961 - Straight Ahead (New Jazz Records, NJLP-8255) con Eric Dolphy
- 1961 - Blue Seven (Prestige Records, PR-7376) con Shirley Scott e Joe Newman, pubblicato nel 1965
- 1961 - Main Stem (Prestige Records, PRST-7236) con Joe Newman, pubblicato nel 1962
- 1961 - Afro/American Sketches (Prestige Records, PR-7225) pubblicato nel 1962
- 1962 - Impressions of Phaedra (United Artists Records, UAJS-15019) pubblicato nel 1963
- 1962-1963 - Full Nelson (Verve Records, V/V6-8508) pubblicato nel 1963
- 1964 - Fantabulous (Argo Records, LP-737)
- 1964 - More Blues and the Abstract Truth (Impulse! Records, A-75)
- 1966 - Oliver Nelson Plays Michelle (Impulse! Records, A-9113)
- 1966 - Sound Pieces (Impulse! Records, A-9129)
- 1966 - Happenings (Impulse! Records, A-9132) con Hank Jones e Clark Terry, pubblicato nel 1967
- 1967 - The Kennedy Dream:A Musical Tribute to John Fitzgerald Kennedy (Impulse! Records, A-9144)
- 1967 - Live from Los Angeles (Impulse! Records, A-9153)
- 1967 - Jazzhattan Suite (Verve Records, V6-8731) pubblicato nel 1968
- 1968 - Soulful Brass (Impulse! Records, A-9168) con Steve Allen
- 1968 - Coldwater Flat (Blue Note Records, BST 84285)
- 1969 - Soulful Brass N°2 (Flying Dutchman Records, FDS-101)
- 1969 - 3-2-1-0 (Columbia Records, XMS-10022-J) con Nobuo Hara e His Sharps & Flats
- 1969 - Black, Brown and Beautiful (Flying Dutchman, FDS-116) pubblicato nel 1970
- 1969-1970 - The Original Motion Picture Score from Zigzag (MGM Records, 1SE-21ST) pubblicato nel 1970
- 1970 - In Tokyo (Denon/Master Sonic Records, NCB-7002) settembre 1970
- 1970 - Berlin Dialogue for Orchestra (Flying Dutchman Records, FD-10134)
- 1970 - In Berlin (Flying Dutchman Records, FD-10142) con Leon Thomas, pubblicato nel 1971
- 1971 - Swiss Suite (Flying Dutchman Records, FD-10149)
- 1971 - Longstreet oppure The Green Hornet (Max Entertainment Records, BLXL-1001)
- 1971-1972 - The Night Gallery (Universal Records)
- 1973-1974-1975 - The Six-Million Dollar Man (Milan Records, 73138 35912-2)
- 1974 - Oliver Edward Nelson in London with Oily Rags (Flying Dutchman Records, BDL1-0592)
- 1975 - Skull Session (Flying Dutchman Records, BDL1-0825)
- 1975 - Stolen Moments (East Wind Records, EW-8014)
- 1976 - A Dream Deferred